# Ihor Podoltschak

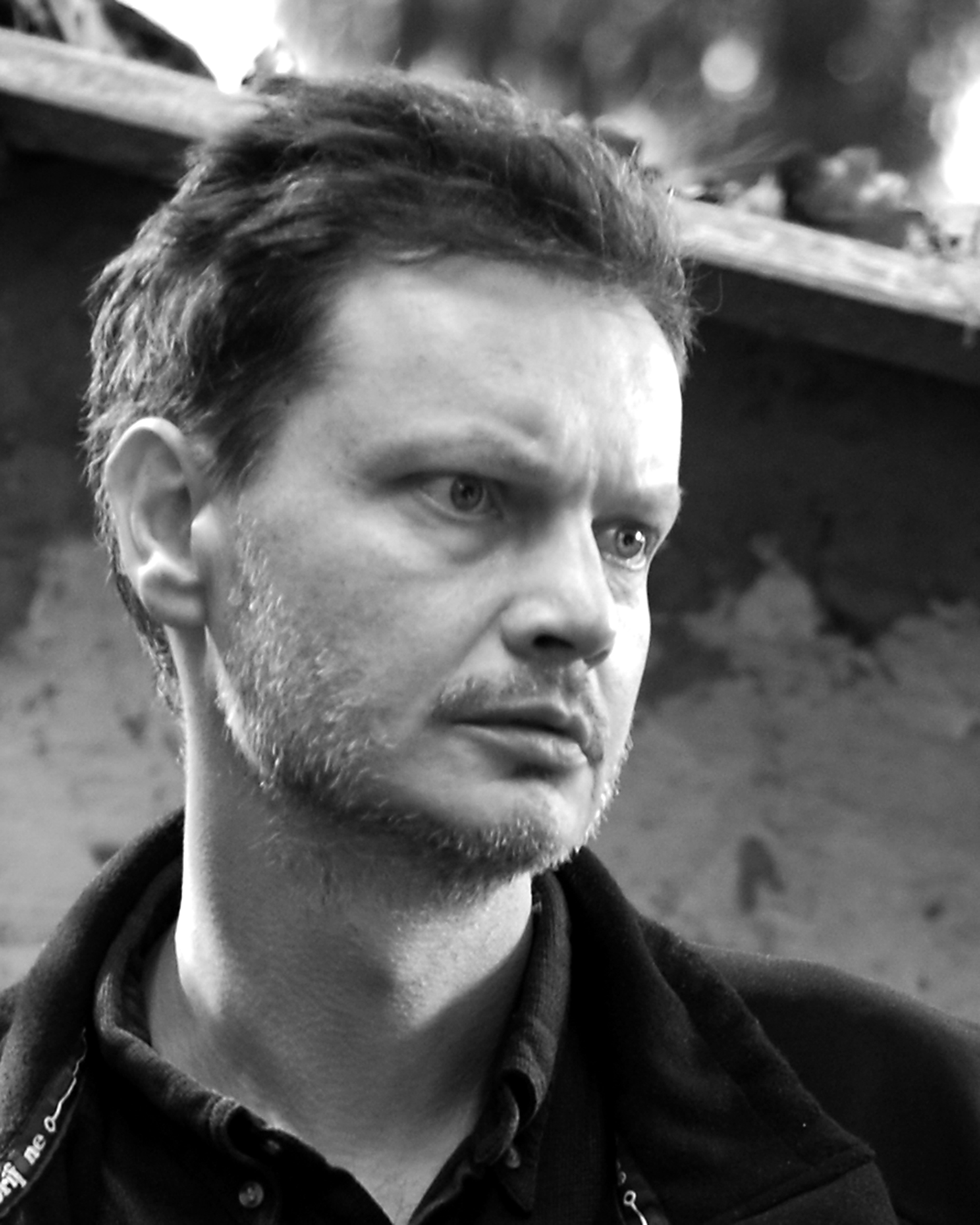
Ihor Podoltschak (2008)

Ihor Wolodymyrowytsch Podoltschak (ukrainisch Ігор Володимирович Подольчак; polnisch Ihor Podolczak; * 9. April 1962 in Lwow) ist ein ukrainischer Regisseur, Filmproduzent, Drehbuchautor, Künstler und Kurator für zeitgenössische Kunst.

## Leben
Podoltschak wurde im damals sowjetischen Lwow geboren. Er ist der Sohn eines Historikers und einer Journalistin. Er besuchte von 1979 bis 1984 das Staatliche Institut für angewandte und dekorative Kunst in Lwow (heute: Akademie der Schönen Künste Lwiw) und schloss das Studium mit Auszeichnung ab. Zu seinen Kommilitonen zählten die ukrainische Künstler Oleg Tistol, Pavlo Kerestey und Mykola Matsenko.
Nach seinem Studium diente er bis 1985 bei den sowjetischen Grenztruppen an der sowjetisch-polnischen Grenze und arbeitete anschließend im Kunstfonds der Nationalen Union der Künstler der Ukraine. Seit 1986 ist er Künstler und freier Kurator für zeitgenössische Kunst. Er organisierte eine Reihe internationaler Ausstellungen in der Ukraine, in Russland, in den Vereinigten Staaten und in Norwegen.
Podoltschak ist Mitbegründer des Masoch Fund, eine ukrainische Künstlergruppe, die verschiedene künstlerische Projekte in der Ukraine, in Russland und in Deutschland durchführte. Seit 1997 beschäftigt er sich zudem mit der Gestaltung von politischen Wahlkampagnen in der Ukraine und in Russland. Seit 2006 erweiterte er sein künstlerisches Schaffen auf die Filmproduktion. Er ist Mitglied der Ukrainischen Filmakademie.
Podoltschak wurde 2014 vom Forbes Ukraine als einer der 10 bedeutendsten ukrainischen Filmemacher ausgezeichnet. Seine Werke befinden sich in 26 Museen und öffentlichen Sammlungen, darunter in der Bibliothèque nationale de France in Paris, in der British Library in London, im Schlossmuseum Malbork in Polen, im Gutenberg-Museum in Mainz, im Museum für Kunst in Chmelnyzkyj, im Haifa Museum der Kunst in Israel sowie in der Internationalen Galerie des Porträts in Tuzla.
Er lebt und arbeitet in Kiew, Lwiw und Łódź.

## Werk

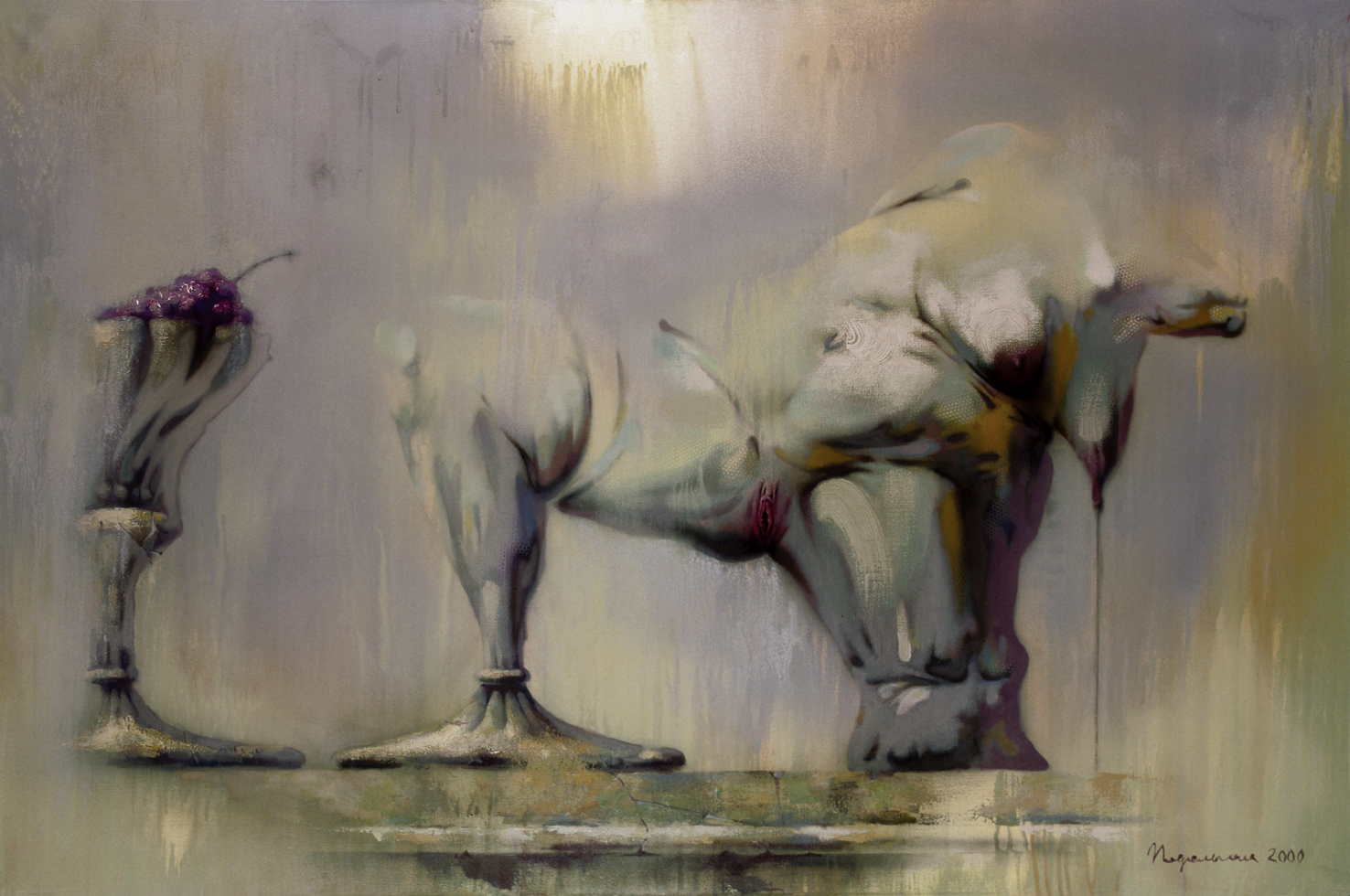
Untitled, 2000, Acryl auf Leinwand, 80 × 120 cm

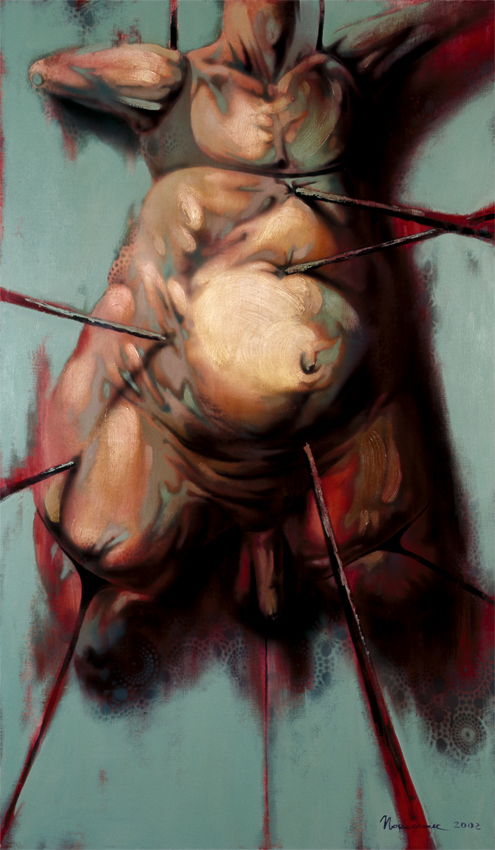
S.S., 2002, Acryl auf Leinwand, 75 × 130 cm

### Malerei
Das künstlerische Werk von Podoltschak umfasst verschiedene Genres, darunter Malerei, Grafik, Fotografie, Videokunst und Aktionskunst. Zu Beginn seiner Karriere beschäftigte er sich überwiegend mit der Grafik und experimentierte mit verschiedenen Techniken wie Eau-forte, Aquatinta, Gravur, Tiefdruck, Blindradierung und Trockennadel, sowie deren vielfältige Kombinationen. Ab Mitte der 1990er Jahre kamen Kunstaktionen und Performances, ab Ende der 1990er Jahre die Videokunst hinzu.
Im Zentrum seines malerischen Schaffens steht der menschliche Körper in seinen verschiedenen Erscheinungsformen, die Beziehung zu anderen Körpern sowie verschiedene Stadien der Zersetzung. In der künstlerischen Entwicklung des Themas Zersetzung und Zerfall untersucht er zwei verschiedene Arten von Marterie, den menschlichen Körper und die Architektur.
Sein Buch Jakob Böhme wurde von der Stiftung Buchkunst auf der Frankfurter Buchmesse als Schönstes Buch aus aller Welt mit der Bronzemedaille ausgezeichnet.
Podoltschak war der erste Künstler mit einer Ausstellung im Weltraum. Die Ausstellung Art in Space fand am 25. Januar 1993 auf der Raumstation Mir statt.

### Film

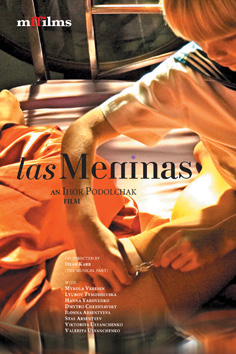
Poster Las Meninas

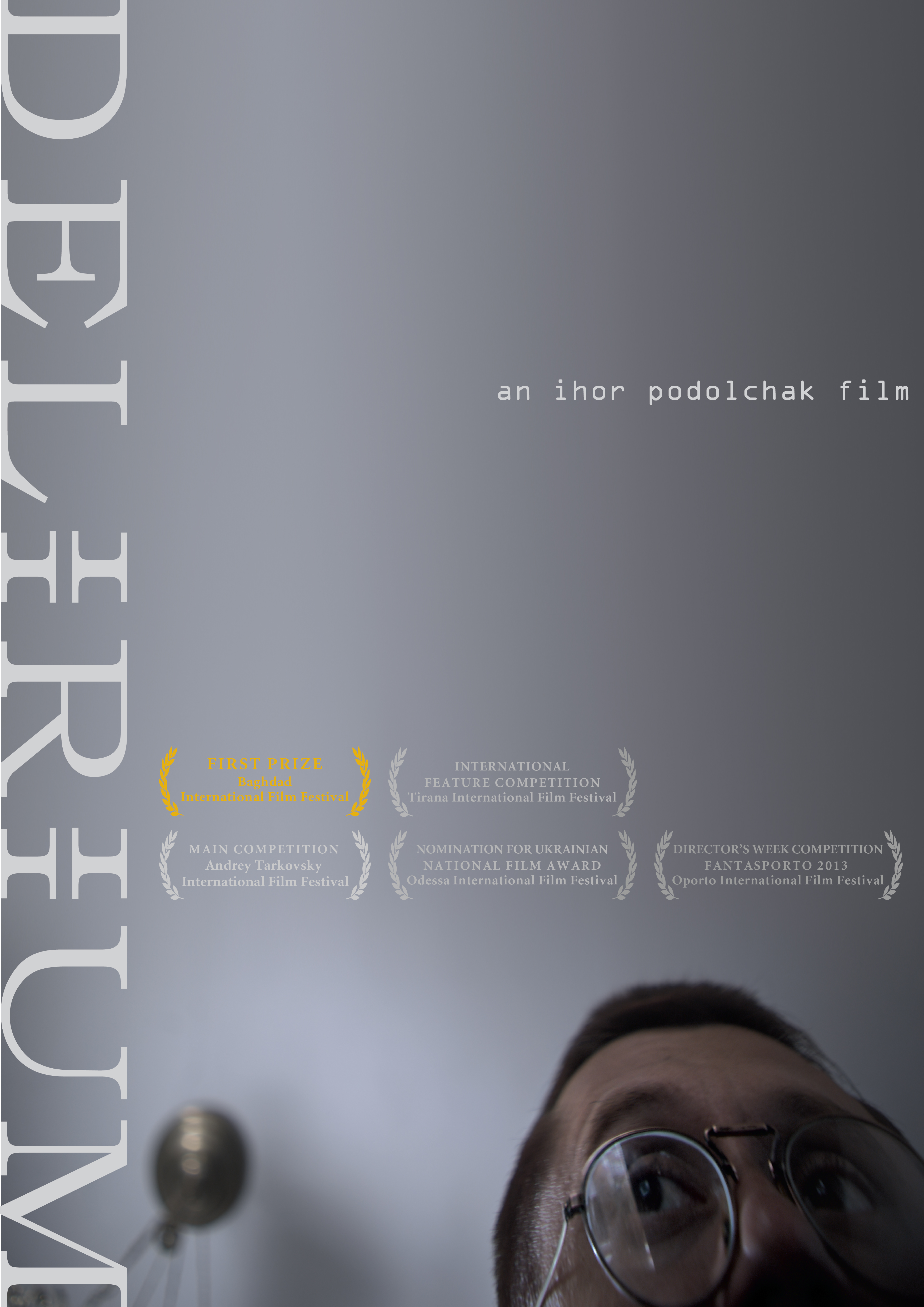
Poster Delirium

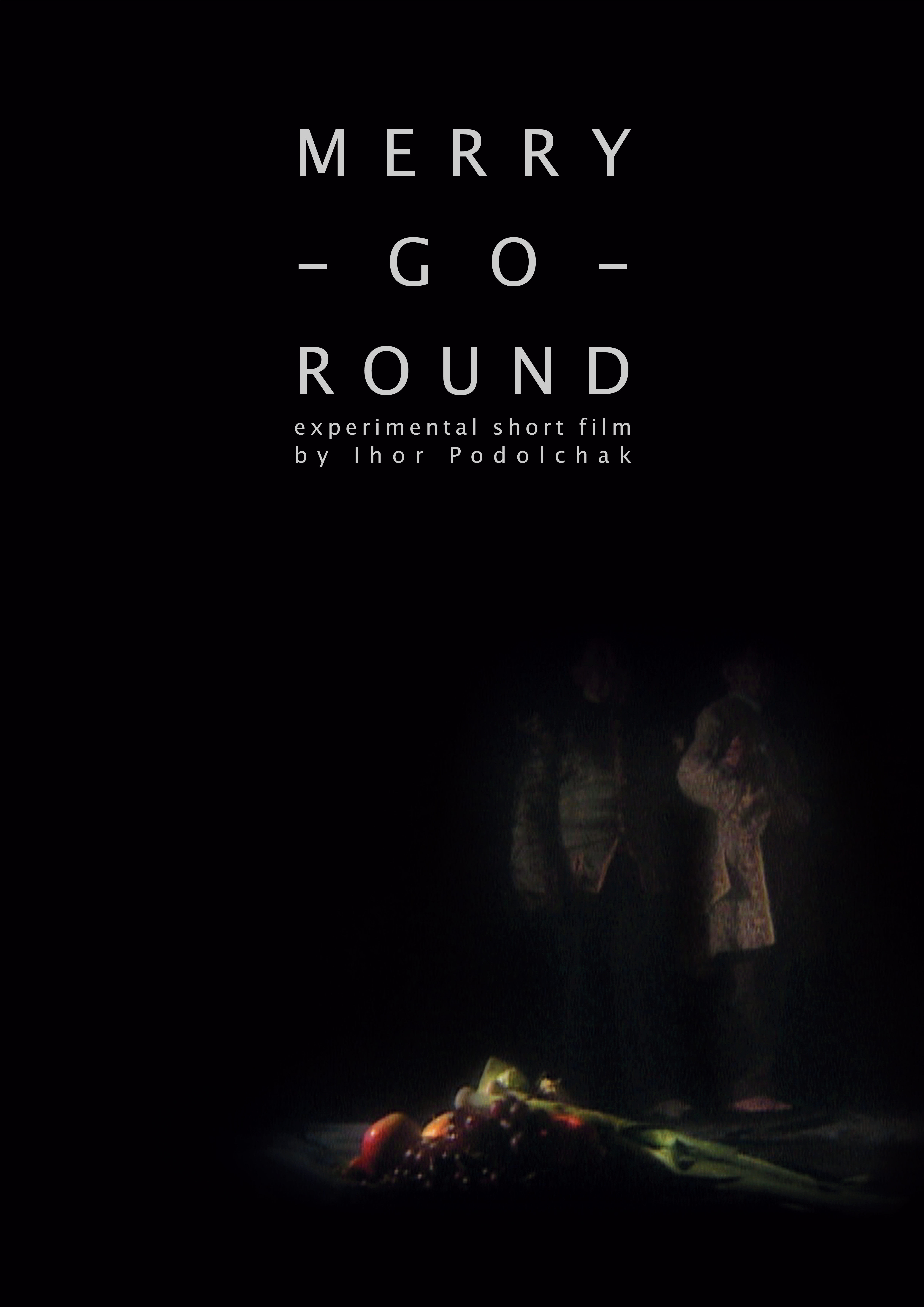
Poster Merry-Go-Round

Das filmische Werk von Podoltschak zeichnet sich durch die Abkehr von der Erzählung, die Anthropologie geschlossener Welten, eine ausgefeilte Komposition des Bildes und ungewöhnliche Aufnahmewinkel aus. Er arbeitet häufig mit dichten Räumen, die sowohl für die sich darin befindlichen Personen als auch für die Zuschauer bedrängend wirken. Für Podoltschak sind Form und Inhalt wichtiger als die Handlung. Häufige Motive sind Hoffnungslosigkeit, Morbidität und Ohnmacht.

#### Las Meninas(2008)
Las Meninas ist der Debütfilm von Podoltschak. Er ist für Drehbuch, Regie und Produktion verantwortlich. Der Film veranschaulicht die Auswirkungen der Routine des Alltags auf die menschliche Psyche. Dabei reflektiert er auch über die Begrenztheit von Entscheidungen und dem freien Willen. Gezeigt wird eine vierköpfige Familie, die in einem Vorort in einer Villa lebt. Das Haus ist mit zahlreichen Spiegel ausgestattet und wirkt dadurch befremdlich und konstruiert. Die Hauptfigur, der Sohn, leidet an Asthma und Ekzemen und nutzt diesen Zustand, um seine Familienmitglieder zu manipulieren. Das Leben der Familie wird zu einem endlosen Ritual des Versuchs, seine Laune zu befriedigen.
Las Meninas hatte seine Weltpremiere beim International Film Festival Rotterdam im Jahr 2008 und nahm anschließend an 27 internationalen Filmfestivals teil. Der Titel ist eine Referenz auf das Gemälde Las Meninas von Diego Velázquez.

#### Delirium(2013)
Delirium ist der zweite Film von Podoltschak. Das Drehbuch basiert auf der Erzählung Inductor des ukrainischen Schriftstellers Dmytro Belyanskyi. Es handelt von einer Familie, die einen jungen Psychiater darum bittet, für eine Weile ihr Gast zu sein und sich um den Vater zu kümmern, der unter anderem eine selbstmörderische Fixierung auf Seile und Knoten entwickelt hat. Damit greift Podoltschak erneut eine Familiensaga auf. Die Figuren sind jedoch willkürlich, was durch die Namen Vater, Mutter, Tochter unterstrichen wird. Der Psychiater tritt nicht als Fremdkörper in der Familie auf, sondern wird von ihr absorbiert und zu einem vollwertigen Teilnehmer. Der Film spielt mit dem Gefühl der Klaustrophobie, denn es gibt scheinbar keinen Ausweg aus dem Haus der Familie.

#### Merry-Go-Round(2017)
Merry-Go-Round ist ein Kurzfilm von etwa 5-minütiger Dauer. Er zeigt eine düstere Zirkusshow. Die Premiere fand auf dem Revelation Perth International Film Festival 2017 statt.

## Ausstellungen (Auswahl)
- 1993: Art in Space, Raumstation Mir

## Auszeichnungen (Auswahl)
- 1987: Honorable Medal, International Biennial of Small Graphics Forms, Łódź
- 1988: Prix Ex Aequo, 12th International Print Biennial, Krakau
- 1989: Diploma, International Biennial of Art Impreza, Ivano-Frankivsk, Ukraine
- 1990: 1st Award for graphics, 5th Annual International Art Exhibition, Marietta, USA
- 1990: Latvian Artist Union Prize, Triennial of miniature graphic art, Riga
- 1994: Walter Tiemann Preis, Verein zur Förderung von Grafik und Buchkunst Leipzig e. V. an der Hochschule für Grafik und Buchkunst, Leipzig
- 1995: Triennalepreis, 11th Norway International Print Triennal, Fredrikstad[3]
- 2013: Erster Preis, Baghdad International Film Festival, Irak[4]